# Градска општина Чукарица
Општина Чукарица је градска општина Града Београда. Заузима површину од 15.650 ha. Према подацима са последњег пописа 2022. године у општини је живело 175.793 становника
Име је добила по Чукаревој механи и Чукар чесми које су се налазиле негде преко пута данашње Аде Циганлије. Указом краља Петра I од 30. децембра 1911. године, село Чукарица је издвојено из Општине жарковачке у посебну општину, па се данас тај датум слави као дан општине. Првих поратних година била је VII рејон, да би од 1950. године поново добила статус градске општине. Своју славу - Света Тројица, општина Чукарица прославља 50 дана по Васкрсу (покретан празник).

## Насеља
Општина Чукарица има површину од 155 km² која је подељена на градски и приградски део. Градски део је део урбане зоне Београда, сачињен од многих квартова који су до 1970-их била засебна насеља. Апсолутни центар Чукарице је Баново брдо где се налази и седиште општине. Међу познатија насеља спадају Железник и Жарково.
| - Ада Циганлија - Баново Брдо - Беле Воде - Царева Ћуприја | - Церак - Церак II - Церак Виногради - Чукарица - Чукаричка Падина | - Филмски Град - Голф насеље - Јулино Брдо - Кошутњак - Макиш | - Нови Железник - Орловача - Репиште - Рупчине - Стари Церак | - Сунчана Падина - Жарково - Жарково Село - Железник - Железник Село |

Приградски део општине обухвата 8 насеља:
- Велика Моштаница
- Рушањ
- Сремчица
- Пећани
- Остружница
- Руцка
- Умка
- Железник

- Велика Моштаница
- Рушањ
- Сремчица
- Пећани
- Остружница
- Руцка
- Умка

## Култура
На територији општине Чукарице делатност културе обављају више установа. 
- Културни центар
- Галерија 73
- Библиотека "Лаза Костић"

Библиотеке, као један од најважнијих сведока и подстрекача духовне културе, као чувари традиције и књиге као свеопште ризнице знања, увек су пратиле живот средине у којој настају и служе. Оне су, саме по себи, одражавале културу становништва или посебних мањих средина, њихова настојања да прате културни и књижевни живот али и развој разних делатности (просвете, друштвених и природних наука и др.). Формирале су се као приватне збирке књига, листова и часописа, професионално одређене или не, као читаонице, затим као јавне установе и најзад као посебно издвојене.
Када је реч о Чукарици, нема сумње да је у неком обиму постојала приватна библиотека још у кући Матије Бана током друге половине XIX века јер је велики део његовог живота на многе начине био везан за књигу - као уредник и новинар, као наставник, као писац и као јавни радник. Природно је да се део његове личне библиотеке налазио и у кући на Бановом брду, у којој је повремено, дуже или краће време, боравио.
Најстаријим читаоницама - читалиштима могу се, још од краја XIX века сматрати кафане, које су деценијама биле и део културног живота, посебно у мањим срединама: у њима се читала штампа, неке су биле места где су се окупљали и припадници различитих удружења или политичких странака, где су се држали скупови, зборови и предавања и читала одговарајућа литература.
Важну улогу имале су и приватне библиотеке, најчешће интелектуалаца, настањених на територији Чукарице, којих је било у све већем броју између два светска рата (концентрација многих високих стручњака у фабрикама, у Заводу за израду новчаница, просветних радника и др.) али и других грађана, о чему сведоче чињенице да су многе књиге баш из тих библиотека касније њихови потомци, или они сами, поклонили библиотеци на Чукарици или школским библиотекама.

## Библиотека "Лаза Костић"
Корени библиотеке на Чукарици налазе се у жарковачкој читаоници из 1903. године. Читаоница је основана залагањем виђенијег жарковачког житеља, Радета Спасеновића, земљорадника. 
Те године, после организовања Српске социјалдемократске странке, чији је један од постављених задатака био "просвећивање села и организовање сеоских библиотека", по свему и заснована и прва библиотека - читаоница. Она је била део програма првог радничког организовања. Те, 1903. године, чукарички радници су оформили прво радничко друштво, које је понело назив "Удружење чукаричких радника" (касније је у штампи превладао назив "Чукаричко радничко друштво").
Према познатим подацима о културном животу Чукарице у то време, верује се да је прва социјалистичка књижница-читаоница постојала у оквиру чукаричког радничког друштва, у кафани "Михајловац", које је у њој имало седиште до новембра 1903, где су се радници окупљали и читали социјалистичку штампу и литературу. 
Између два рата, захваљујући развоју Чукарице, измени структуре становништва, постојању нових институција и културних средишта, по природи ствари, у многим кућама постоје приватне збирке књига - библиотеке (житељи Чукарице нису само радници груписани око фабрика уз обалу реке Саве, мајдана и др., већ се насељавају породице из "грађанске зоне", са све присутнијим бројем интелектуалаца, граде се и установљавају нове школе и цркве, све је већи број ђака и све већи број младих који се школују у београдским гимназијама, а потом и у гимназији на Бановом брду, у средњим школама, на факултетима).

### Огранци
- Библиотека "Прометеј", Баново брдо
- Библиотека "Ђура Јакшић", Железник
- Библиотека "Душко Радовић", Церак
- Библиотека Рушањ

## Галерија
- Чукаричка Падина
- Ада Циганлија и Савско језеро
- Мост на Ади
- Жарково
- Парк у насељу Беле воде
- Шумарски факултет
- Трамвај 13 на Старој Чукарици

## Месне Заједнице
- Баново Брдо
- Велика Моштаница
- Жарково
- Железник
- Михајловац
- Остружница
- Рушањ
- Сремчица
- Умка
- Церак
- Чукаричка Падина
- Беле Воде